# Julius Georg Knoll
Julius Georg Knoll (* 29. Januar 1790 (abweichendes Geburtsjahr 1792) in Hof; † 30. März 1851) war ein deutscher Jurist.

## Leben
Julius Georg Knoll wurde als Sohn eines Halloberbeamten (Zollbeamter) geboren.
Er besuchte das Gymnasium in Hof (heute: Jean-Paul-Gymnasium Hof) und studierte von 1809 bis 1812 Rechtswissenschaften an der Universität Jena und der Universität Erlangen. Nach dem Studium war er als Appellationsgerichts-Akzessist in Bamberg tätig.
Im Dezember 1818 trat er als Stadtgerichtprotokollist (Protokollführer) in Bayreuth in den bayerischen Staatsdienst ein. Im Juli 1820 wurde er Stadtgerichtsassessor und im Januar 1821 Stadtgerichtsrat in Bayreuth. Von Februar 1832 bis Februar 1842 war er Landrichter in Lauf und ab 1842 bis zu seinem Tod Appellationsgerichtsrat am königlichen Appellationsgericht der Oberpfalz und von Regensburg in Amberg.
Am 20. August 1849 eröffnete er die erste Assistenzsitzung im Kreis Oberpfalz als Schwurgerichtspräsident.

## Auszeichnungen
Er wurde als Ritter des Verdienstordens vom Heiligen Michael ausgezeichnet.

## Mitgliedschaften
Julius Georg Knoll war Angehöriger der Erlangener Freimaurerloge Libanon zu den drei Cedern. Am Johannisfeste 5818. 1818